# Буйдаш-хан
Буйдаш-хан (каз. Тайыр хан; помер 1559/1560) — казахський хан, правитель Казахського ханства під час 1-ї громадянської війни в Казахському ханстві. 

## Життєпис
Прийшов до влади після смерті свого брата, Тахір-хана. У той же період у Казахському ханстві правили інші володарі: Тугум-хан і Ахмат.